# Trou de Saint-Pons
La trou de Saint-Pons est une cavité naturelle située dans la commune de Valbelle, sur le flanc nord de la montagne de Lure, département des Alpes-de-Haute-Provence.

## Spéléométrie
Le développement du trou de Saint-Pons est de 37 m.

## Géologie
La cavité se développe dans les calcaires du Jurassique.
Il s’agit de véritables conduits karstiques. On reconnaît dans les coups de tête et d’épaule de la légende de saint Pons, les belles cupules de corrosion qui tapissent les parois de la grotte ayant inspiré la légende. Ces cupules ou coups de gouge sont des morphologies karstiques indicatrices du sens du courant.

## Description

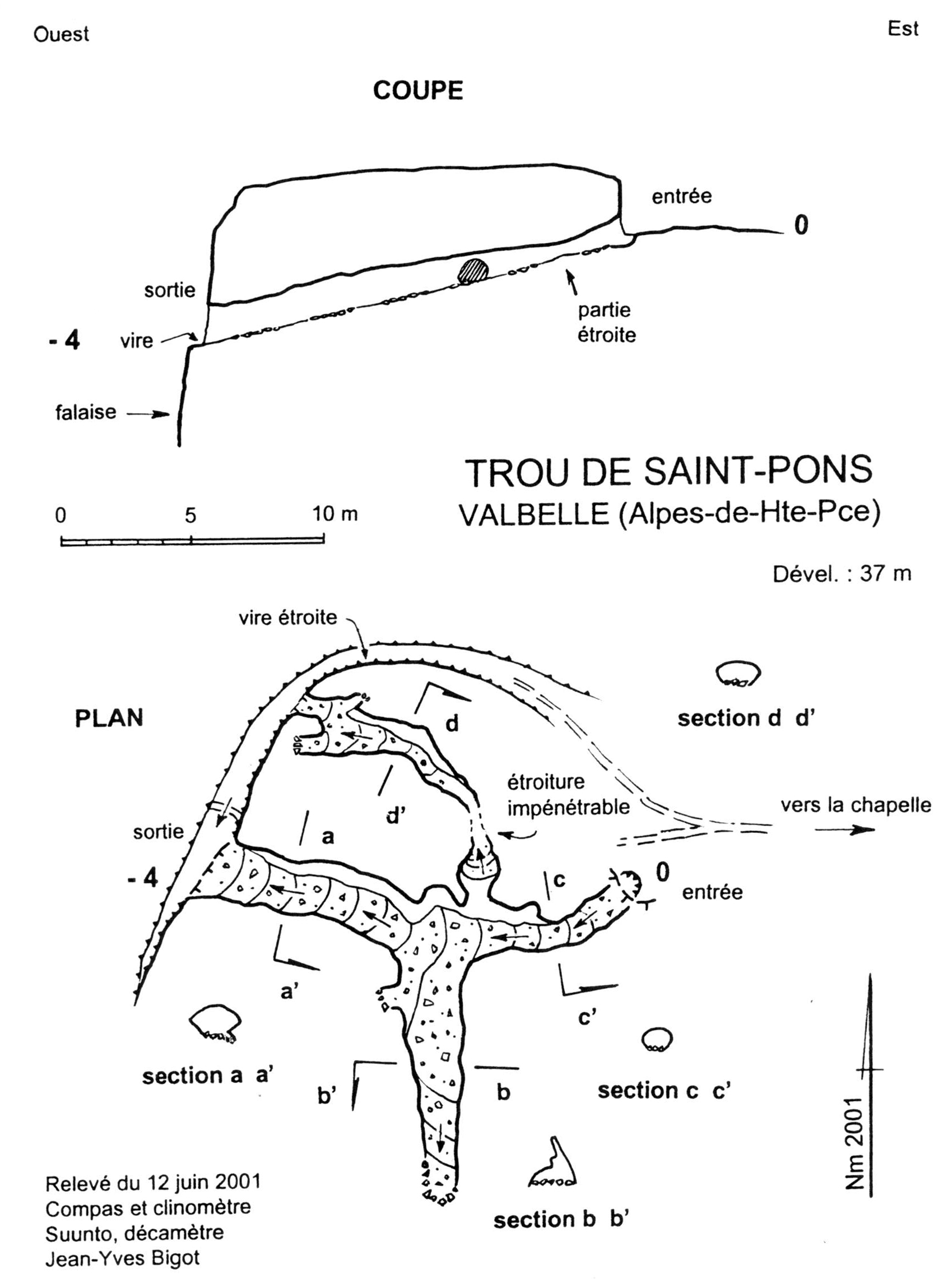
Plan et coupe du trou de Saint-Pons (Valbelle).

Il s’agit d’un boyau qui traverse l’éperon pour déboucher au-dessus de la gorge de Saint-Pons.

## Historique
La grotte est mentionnée par l'abbé Féraud en 1841. Elle reçoit la visite de Pierre Martel le 1er octobre 1966.

## Légendes et rites
« Saint Pons, poursuivi par les pies, dut s’enfoncer dans la roche pour se soustraire aux cris aigus et aux coups de bec de ces oiseaux qui l’assourdissaient et menaçaient de lui crever les yeux. On voit parfaitement la trace de ses coups de tête et de ses coups d’épaules à la voûte et aux parois latérales de la galerie. Il parcourut ainsi plus d’une lieue dans l’intérieur de la montagne, et il alla sortir près du défilé qu’on appelle le Pas des Portes. C’est depuis lors que les pies ont été condamnées à vivre dans la plaine ou sur les coteaux : les sommets leur sont interdits ».
Une autre légende rapporte que ceux qui passaient dans le trou étaient exempts de la colique toute l’année. En effet, lorsque les habitants de Valbelle montaient en procession, ils déposaient les statues et autre matériel au pied de la paroi pour monter à la chapelle et franchir les uns après les autres le boyau étroit de la grotte-tunnel de Saint-Pons. Puis, ils ressortaient face à la montagne de Sumiou : le rite consistait à traverser le trou de Saint Pons et devait les préserver de toute colique. Selon Christophe Gauchon, il s’agirait de rites anciens rappelant les cultes antiques pratiqués dans les « grottes-matrices », le passage par le boyau correspondrait à une nouvelle naissance. La proximité immédiate de la chapelle rupestre de Saint-Pons indiquerait un culte ancien christianisé.